# Oxytropis prenja
Oxytropis prenja (deutsch Prenj-Spitzkiel, serbokroatisch Prenjska oštrica) ist eine Pflanzenart aus der Gattung der Spitzkiele (Oxytropis) in der Unterfamilie der Schmetterlingsblütler (Faboideae) innerhalb der Familie der Hülsenfrüchtler (Fabaceae). Er ist ein Endemit aus dem Gebirge Prenj in Bosnien und Herzegowina.

## Beschreibung und Systematik

### Unterscheidungsmerkmale zu ähnlichen Arten

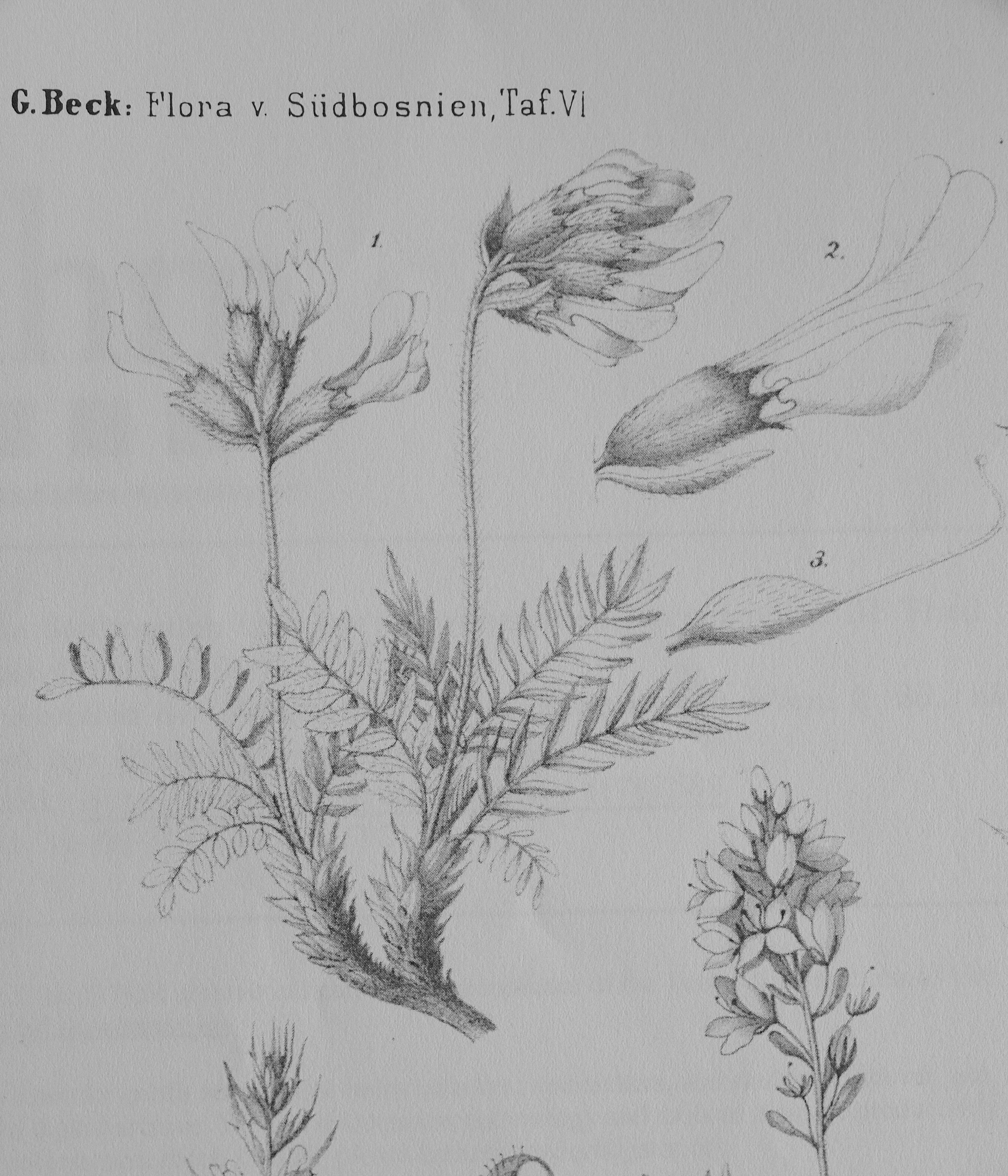
Abbildung zum Protolog der Beckschen Art-Diagnose, 1891

Oxytropis prenja steht insbesondere in enger Verwandtschaft mit den endemischen Arten Oxytropis kozhuharovii aus dem bulgarischen Pirin-Gebirge, sowie mit Oxytropis halleri ssp. korabensis aus dem Korabgebirge an der mazedonisch-albanischen Grenze. Alle diese Arten sind durch die violetten oder lila Blüten gekennzeichnet. Oxytropis prenja ist jedoch besonders kleinwüchsig und in seinem Lebensraum daher unverwechselbar. Als einzige Art hat er auch nur sechs bis acht Paare Fliederblättchen.

### Vegetative Merkmale
Oxytropis prenja ist eine niedrig wachsende stängellose ausdauernde krautige Pflanze und erreicht Wuchshöhen von selten 4 bis, meist 5 bis 10 Zentimetern. Das Wurzelsystem ist kräftig entwickelt, die Pfahlwurzel ist dick, verzweigt und tief reichend. Die oberirdischen Pflanzenteile sind filzig behaart. Die zahlreichen Laubblätter stehen in einer grundständigen Blattrosette zusammen. Die Laubblätter sind in Blattstiel und Blattspreite gegliedert. Die gefiederte Blattspreite enthält meist sechs bis sieben (fünf bis acht) Paaren von Fiederblättchen. Die Fiederblättchen sind bei einer Länge von 8 Millimetern sowie einer Breite von 4 bis 5 Millimetern breit, eiförmig lanzettlich, beidseitig mit langen angedrückten Haaren gedeckt. Der Rand der Blättchen ist leicht nach innen gebogen.

### Generative Merkmale
Die Blütezeit ist im Juli. Die aufrechten Blüten stehen in einem gedrängten köpfchenartigen bis länglichen traubigen Blütenstand zusammen.
Die zwittrigen Blüten sind bei einer Länge von 15 bis 20 Millimetern zygomorph und fünfzählig mit doppelter Blütenhülle. Die fünf röhrig-glockigen Kelchblätter sind kurz röhrig verwachsen, filzig mit langen weißlichen oder gelblichen, wie angedrückten und deutlich kürzeren schwarzen Haaren bedeckt. Die Kelchzähne sind kurz dreieckig und mit einer Länge von 3 Millimetern lang 3,5- bis 4-mal kürzer wie die Kelchröhre. Die fünf violetten bis lilafarbenen Kronblätter stehen in der typischen Form der Schmetterlingsblüte zusammen.
Die aufrechte, sitzende Hülsenfrucht ist 14 bis 18 Millimeter lang, hellbraun, länglich-eiförmig, die aufgeblasene Hülsenfrucht verschmälert sich zur Spitze hin in eine zunehmend spitzer werdenden langen Schnabel. Die Hülsenfrucht ist mit langen wolligen hellen und kurzen schwarzen Härchen besetzt. Die kastanienbraunen Samen sind nierenförmig.

### Ökologie
Oxytropis prenja ist eine Lichtpflanze der Gipfelflur in der auf den nährstoffarmen und skelettreichen Böden nur wenig Konkurrenzdruck herrscht. Als Hemikryptophyt wächst sie zu einer stängellosen kompakten Rosettenpflanze. Er ist als wärmeliebende und trockenheitsresistente Art durch Mikrophyllie der Fiederblättchen, Behaarung und eine kräftige Pfahlwurzel auch an längere sommerliche Trockenperioden in alpinen Standorten angepasst.

## Vorkommen und Pflanzensoziologische Einordnung

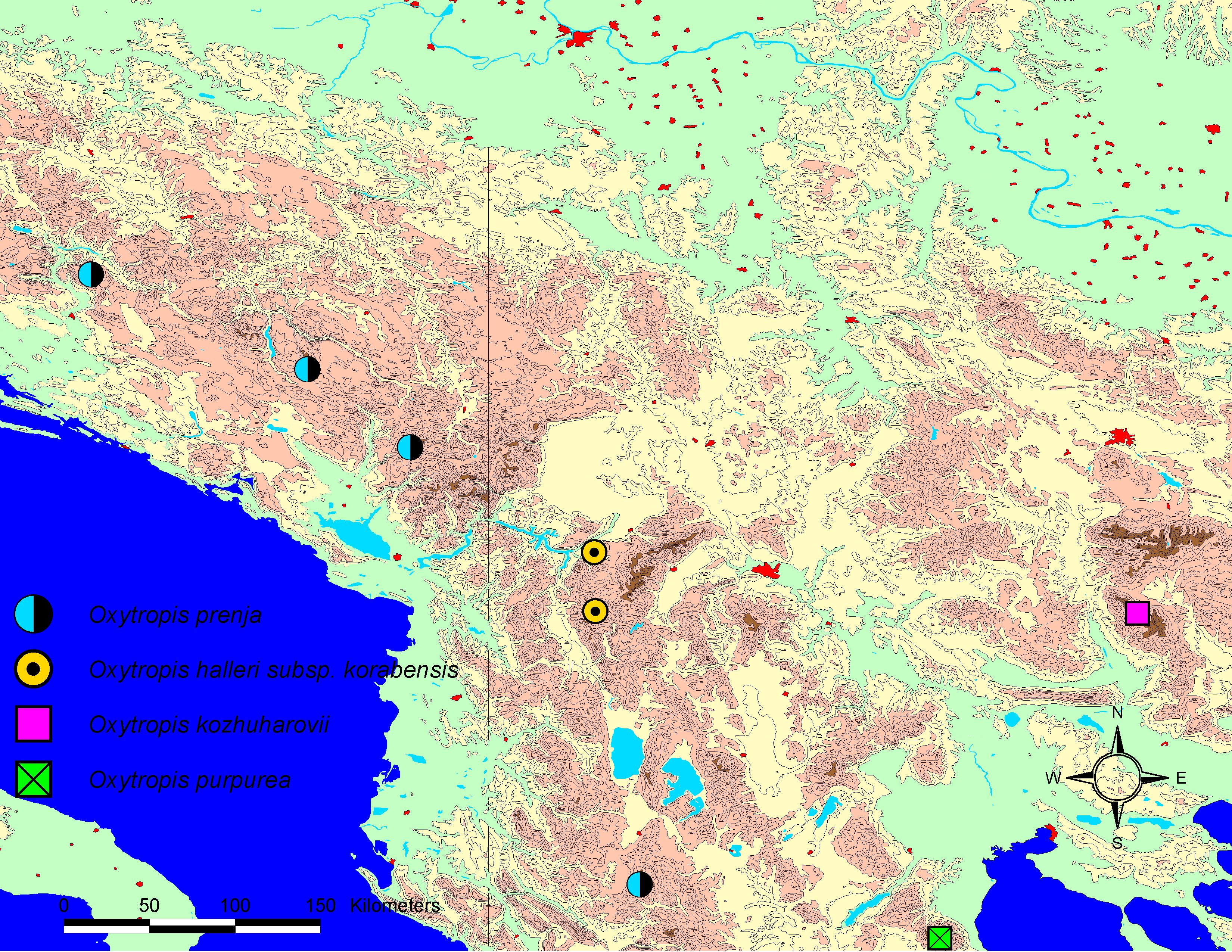
Verbreitungskarte der blaublütigen Spitzkiele der Balkanhalbinsel

Oxytropis prenja galt als Endemit aus Bosnien und Herzegowina, für den man annahm, dass er nur im herzegowinischen Prenj-Gebirge in Höhenlagen ab 1900 Metern verbreitet ist. Neuere Angaben aus Kuzuharova et al. (2007) geben jedoch auch Fundstellen in Montenegro (Durmitor) und Griechenland (Gramos) an. Auch im Supplementum der Flora Montenegrina von 2005 (Vukić Pulević - Građa za vaskularnu floru Crne goru, 2005, S. 77) wird die Art aus dem Durmitor aufgeführt.
Oxytropis prenja ist eine ausgesprochen kalkholde Art, die am besten auf kalkreichen Rendzinen- und Rohböden der Bodenklasse Rendzic-Leptosol in der alpinen Höhenstufe der Dinariden gedeiht. Er findet sich an exponierten Lagen der trocken-warmen Karst-Windecken im Gipfel- und Kammbereich sowie Kalkmagerrasen und Schuttfluren.
Als Charakterart ist er Bestandteil des Verbandes Oxytropidion dinaricae innerhalb der Klasse der alpinen Blaugras-Nacktriedrasen (Elyno-Seslerietea) in den Assoziationen Helianthemetum alpestris und Edraiantho-Dryadetum. Neben Oxytropis prenja darin noch: Dryas octopetala, Edraianthus graminifolius, Gentianella crispata, Alchemilla illyrica und Anthyllis alpestris.

## Taxonomie
Oxytropis prenja wurde 1887 von Günther Beck von Mannagetta und Lerchenau in Annalen des K. K. Naturhistorischen Hofmuseums Band 2, Seite 122 als Varietät Oxytropis halleri var. prenja erstbeschrieben. Die Varietät wurde 1903 von Beck in Ludwig Reichenbach & Beck: Icones florae Germanicae et Helveticae simul terrarum adjacentium ergo mediae Europae Band 22, Seite 124 als Oxytropis prenja (Beck) Beck in den Rang einer Art erhoben.